# Abaújvári református templom
Az abaújvári református templom a 14. században, gótikus stílusban épült az apró Borsod-Abaúj-Zemplén vármegyei településen, Abaújváron. A falu a korábbi vármegye és a mostani megye névadó települése is egyben.

## Leírása
A templomot a Zsujta felé vezető út mellett álló dombra építették. Hajója téglalap alakú, mely a nyolcszög három oldalával záródó, kelet felé tájolt szentéllyel záródik.

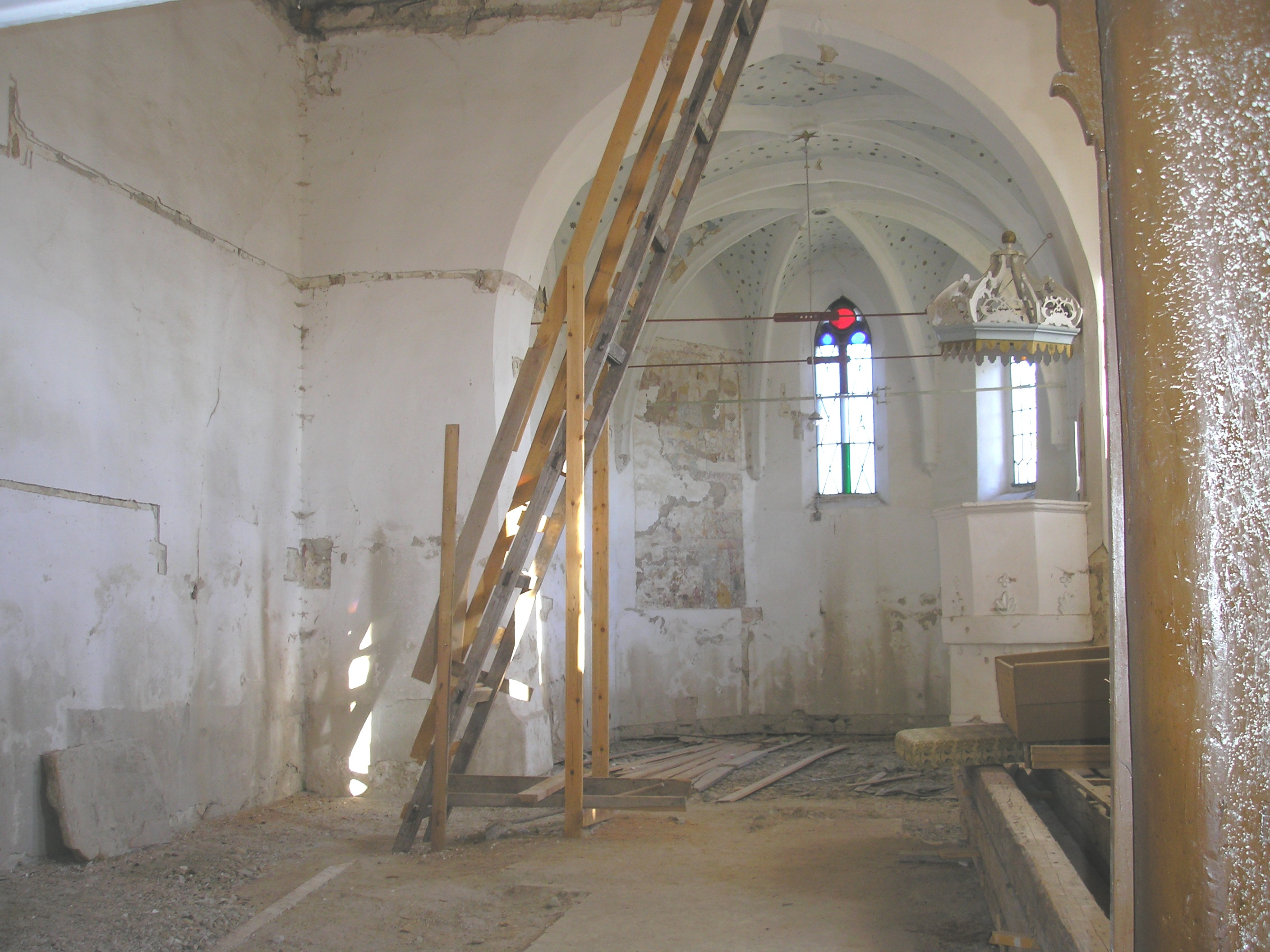
A jelenleg renoválás alatt álló templom belseje, a bejárattól nézve

Mivel pontos adatok nincsenek a templom építésére vonatkozóan, csak a jellegzetes művészettörténeti korok jegyeiből tudnak erre következtetni: a szentély keresztboltozata, valamint a csillagdíszes zárókövei és a szentély egy teljes épségben megmaradt csúcsíves, mérműves ablaka alapján építését a gótika idejére teszik. A gótika jegyében épültek a templom délkeleti oldalán található csúcsíves, és az északi oldalon található félköríves fülkék, ez utóbbi valószínűsíthetően szentségtartó volt. A hajóba vezető kapu is eredeti gótikus, pálcatagozatos.
A déli oldalon három nagyobb, félköríves és a karzatnál egy román jellegű kisebb ablak található. A szentélyben négy ablak található, egy a már említett teljes épségben fennmaradt gótikus ablak, valamint három másik, amiknél fellelhetőek a gótika vonásai. A templom mai formájában a 15. században épült, akkor nyerte el mai formáját.
A templomhoz eredetileg sekrestye is tartozott, de az 1735-ös felmérés szerint, nem sokkal azelőtt lebontották. Elfalazott bejárata a mai napig látható.
A templomot kívülről támpillérek veszik körül, amelyeket állagmegóvás céljából építettek az évszázadok során. Azóta kiderült, hogy ezek a támpillérek nem javítanak a templom állagán, hanem éppen hogy rontanak, mivel áztatják a templom falait. A támpillérekből kilenc a 14. században, öt az 1617-es felújítás során és egy 1886-ban készült. A jelenlegi restaurálási munkálatok során a déli fal egyik támpillérjét elbontották.
A templomot a községen átvezető egyetlen országos közút, a 3709-es út viszonylag messze elkerüli, de arról három helyen letérve is könnyen elérhető. A legdélebbi, Zsujtához legközelebb eső leágazásnál fényképes tábla is utal a falu fő vonzerejére, jelezve egyben az ideális letérés helyét is.

## Története

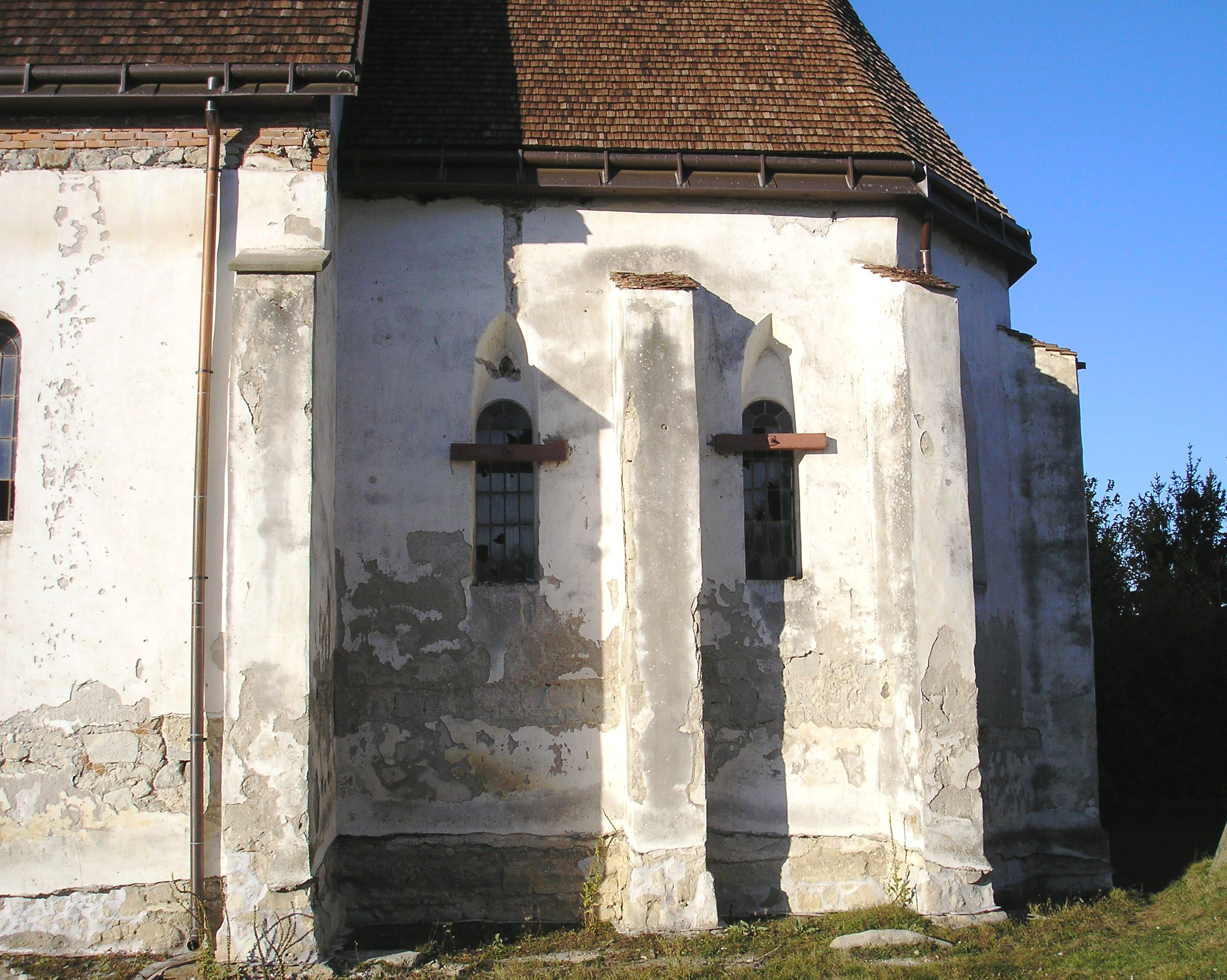
A templom szentélye kívülről

A templomban folytatott kutatások során előkerült leletek alapján feltételezik, hogy a templomdobon már az Árpád-korban is állhatott egy templom, melyet temető vett körül. Ennek a legkorábbi templomnak nyomát még nem találták meg, a temető meglétére a jelenlegi templomhajó északkeleti sarkában talált csontváz utal, amelynek lábfejét a későbbi templom diadalív falának építése során pusztították el. Ennek a későbbi XIII. század végén, XIV. század elején épült négyzetes szentélyzáródású templomnak visszabontott alapfalait a 2008. október 17. és november 18. között végzett ásatás során tárták fel. Feltehetően miután Perényi Péter 1394-ben Zsigmondtól adományba kapta a települést ezt a templomot lebontatta, és belső terét 1 méterrel megnövelve újat építtetett gótikus szentéllyel és ablakokkal.
Az abaújváriak hamar áttértek az új, református vallásra, köszönhető ez annak, hogy a falut a református Perényi család birtokolta sok más településsel együtt. Erre enged következtetni az az információ is, miszerint az abaújvári lakók már 1549-ben nem fizettek dézsmát az egri püspökségnek. Annak a lehetőségét, hogy a dézsmát elengedték volna, a kutatók elvetik. 1608-ban már az abaújvári eklézsiához tartozik a mellette fekvő település, Pányok is, ez az állapot napjainkig fennáll.
A falu szegényedése ellenére a templom csinosítására mindig gondot fordított. Az 1617-ben végzett felújítás során készült el a templom fakazettás mennyezete (az új mennyezet valószínűleg az előtte lévő boltíves kialakítást válthatta fel), mely stilizált növényi motívumokat ábrázolt, készítője Szepsi Asztalos Mátyás. Nem sokkal ezután, 1652-ben a templomba Száraz Kata jóvoltából faragott kőszószék került. A 17. századi építésekben feltehetőleg nagy szerepe volt a Perényi családnak, erre utal a templom belsejében megtalált négy sír, ebből az egyik annak a Perényi Mihálynak a sírja, aki 1557-ben megszerezte a falut (az ő sírja az 1835-ös  földrengéskor került elő).
Lehetséges, hogy a templomot kerítő első kőkerítés is a 17. században épült, hiszen ekkoriban lett népszerű ez az eljárás. A ma is álló kerítőfal 1795-ben készült és jóval nagyobb területet kerített körbe, mint elődje, feltehetően a temető bővülése miatt.

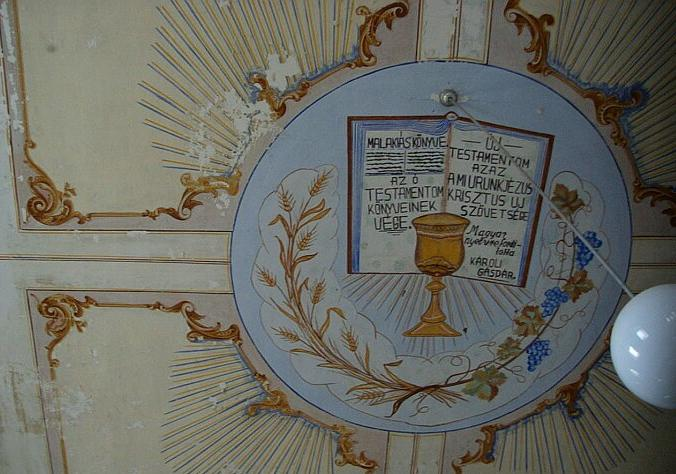
Az 1912-ben készített mennyezet

1754-ben újabb nagyszabású felújításra került sor. A helyreállításban jelentős szerepet vállalt a Dessewffy család (Dessewffy Ferenc). Ekkor újították meg a fakazettás mennyezetet és a kőszószéket.
1806-1807-ben készült el a szószék koronája.
1835-ben a templom súlyos károkat szenvedett egy földrengés miatt, északi fala úgy kihajlott, hogy leomlással fenyegetett, de sikerült kijavítani. Ez a földrengés vezetett a templomban lévő sír megtalálásához is, a kőtáblán a következő állt: „Anno Domini/ Septa/ Michael Prinyi/ fuit Filius venic./ Michael Prinyi/ Multa fecit” .
1866-ban az elhasználódott harangláb helyett a templom nyugati végéhez nyolcszögletű, 25 méter magas tornyot építettek neogótikus stílusban. Az építési munkálatokat végző kassai építész, Molnár János javaslatára a magas tetőt is alacsonyabbra vették, költségkímélés végett.
Újabb renoválásra 1912-ben került sor, amikor az eredeti zsindelyfedést palára cserélték, megerősítették a támpilléreket, kicserélték az ablakokat, lebontották a fakazettás mennyezetet, és a padlózat javítására használták, ennek köszönhető, hogy néhány részlete ismert az eredeti mennyezetnek. Ekkor javították a repedéseket, illetve ekkor meszelték ki a templomot, de a munka során előkerültek a freskómaradványok. A megtalált falfestményekre felhívták a Műemlékek Országos Bizottsága figyelmét, ám még mielőtt a helyszínre érkeztek volna a felmérők, a falu legényei (talán protestáns indíttatású képrombolás szándékával) komoly károkat tettek a freskókban. A felújított templomot 1912. november 10-én adták át a híveknek. Az ünnepségen mintegy 1000 fő vett részt, A felavató imádságot Révész Kálmán mondta, segítségére volt Görgey János zsujtai, Bíró János helyi és Lengyel József abaújszinai lelkész, valamint Kovács Lajos tornyosnémeti helyettes lelkész. Ezután újra csak 1975–76-ban történt felújítás, amelynek során homlokzat- és toronyjavításokat végeztek.

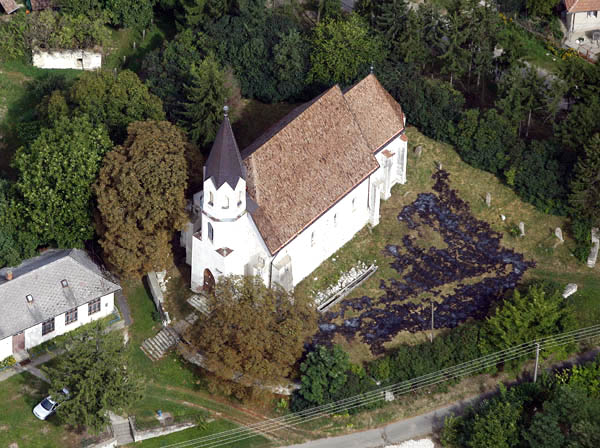
Légi fotó

A templom felújítása 1998 óta tart. Ezek közben anyagi források szűkében rövid feltáró kutatásokat végeztek. A helyreállítási munkálatok kezdetén Csengel Péter és Gere László végezte el a templomot övező területek feltárását, ekkor került sor a falképek rövid vizsgálatára, 1998-ban kezdték meg a régészeti feltárást, majd 2002-ben a homlokzat vizsgálatára került sor.
A renoválás során sikerült kicserélni a tetőzetet, amelyet meg is magasítottak, az eredeti fakazettás mennyezet helyreállítása miatt azonban a mennyezeten addig látható festés (amely egy kinyitott Bibliát ábrázolt, benne egy Malakiás könyvéből található idézettel) odalett.
2008 novemberében végzett feltárások során feltehetően a települést szerző és a jelenlegi templomot építtető Perényi Péter országbíró sírkövét találták meg, mely az 1806-1807-es felújítás során kerülhetett a padlóburkolat elemei közé.

## Freskók
A templom egész északi falát boríthatták eredetileg a falfestmények. A hajó falán látható képek Szent Mártont és Szent Mihályt ábrázolhatják, ezek elég rossz állapotban vannak. A szentélyben látható képek már sokkal jobban kivehető alakokat ábrázolnak: a 12 éves Jézust, alatta pedig Szent Bertalan vértanúságát (a középső sávban egy palota látható, amelyből 3 alak néz ki, két férfi és egy nő, a palota előtt egy meztelen alak látható, aki a felirat szerint Szent Bertalan, akit általában mártíromságára utalva, megnyúzva ábrázoltak); ebből arra lehet következtetni, hogy eredetileg Szent Bertalan tiszteletére szentelték fel a templomot. A szószék mellett is látható egy alak, amely feltehetően egy királyt ábrázol, Genthon-Szentiványi Gyula feltételezése szerint Szent László. A freskók jó állapotban való fennmaradásának magyarázata az, hogy a falu nem sokkal a templom felépülte után református lett, az új hit jegyében egyszerű fehérre meszelték a falakat. A falfestményeket 1912-es megtalálásukkor szenvedtek el nagyobb károkat, ugyanis nem sokkal a feltárás után levették a képek egyes részeit.
Wolf Mária így méltatja a freskókat: „Minthogy Magyarországon igen kevés középkori falfestmény maradt meg, az abaújvári templom freskói felbecsülhetetlen értéket képviselnek. Vizsgálatuk minden bizonnyal közelebb visz bennünket a hazai gótikus építészet és festészet jobb megismeréséhez. … az egész templomra kiterjedő festése kiemeli egyszerű falusi társai sorából.”
A Csíkvári Antal által szerkesztett Abúj-Torna vármegye című monográfiában így ír a freskók jelentőségéről: … „Abaúj-Torna vármegye községeiben nem élnek festőművészek. Falvaink templomai az abaújvári református templom középkori eredetű freskó maradványai és a gönci római katolikus templom 1935-ben készült modern freskóitól eltekintve, művészeti szempontból jelentéktelenek.”

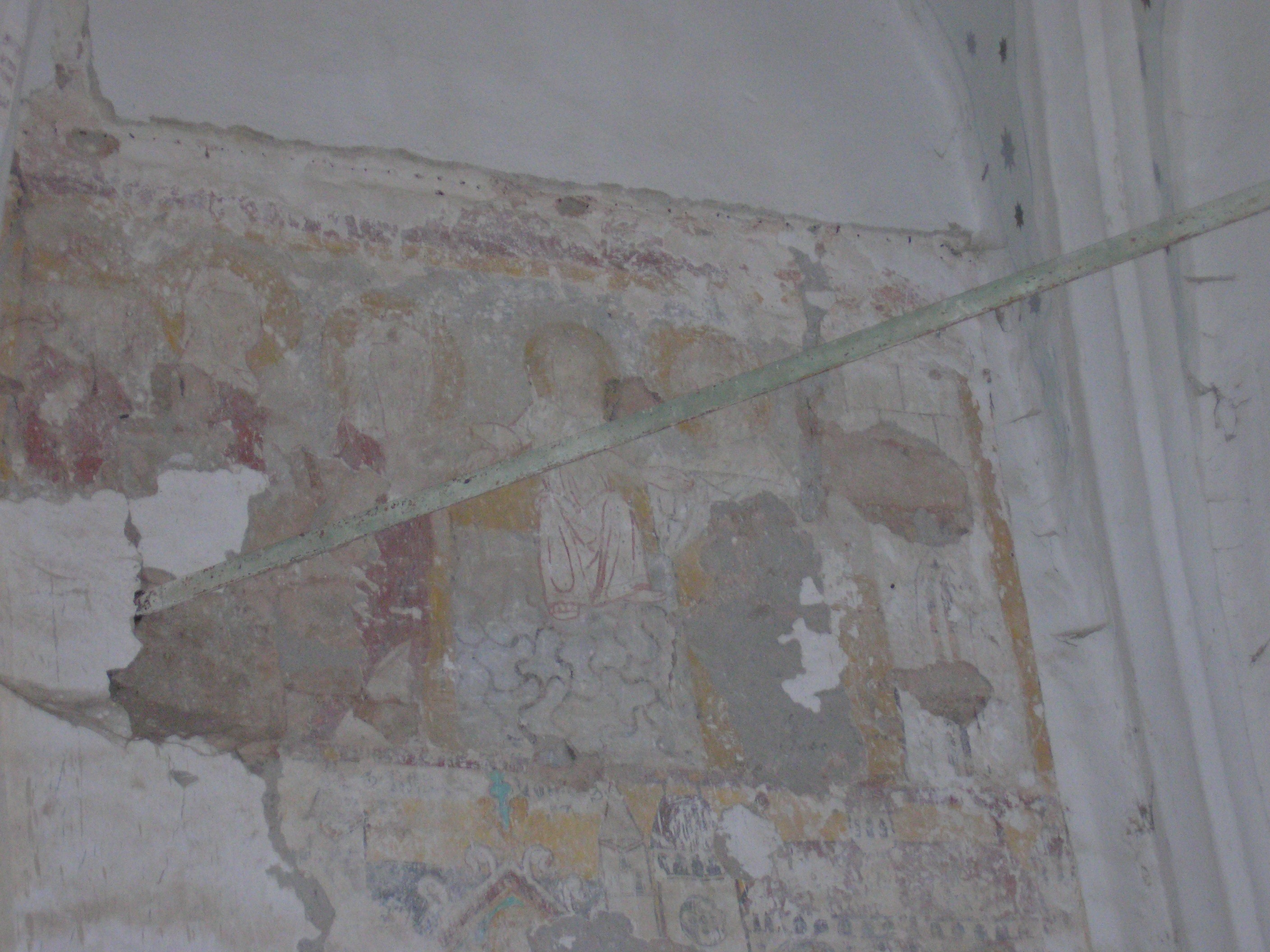
A szentély északi falán található Jézus-ábrázolás
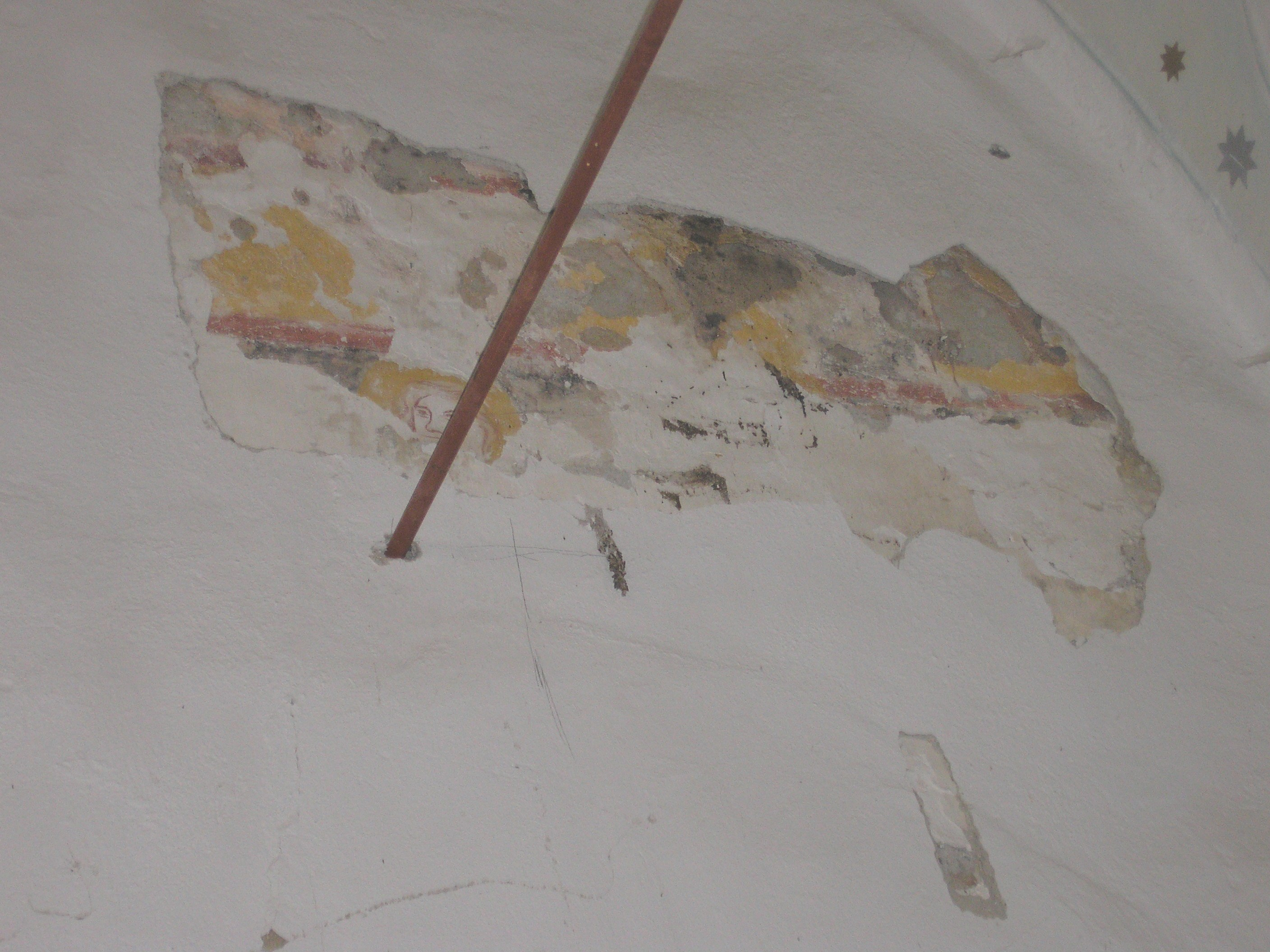
Falképtöredék a szentélyben
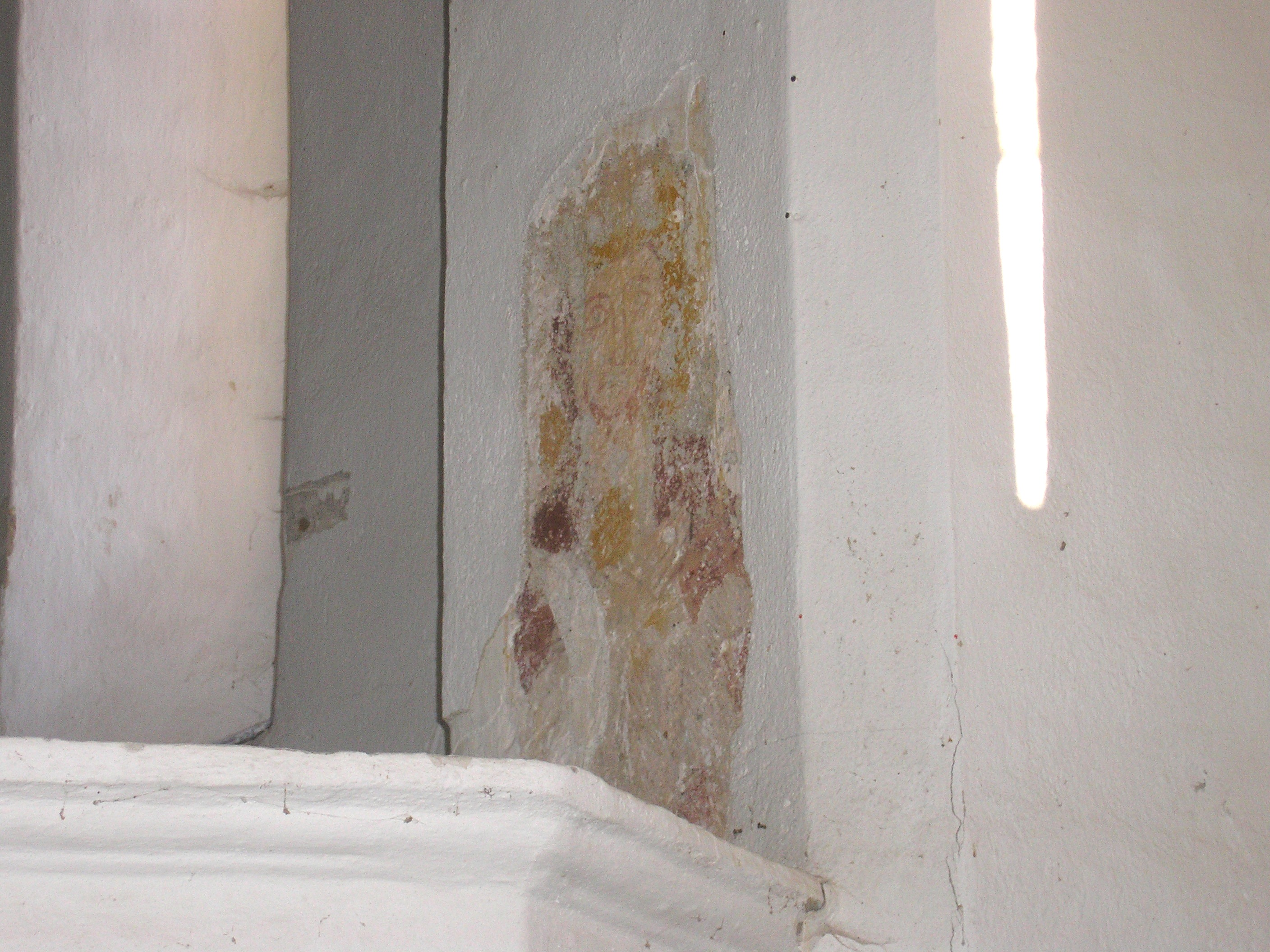
Falfestmény a szószéknél, a diadalív bellétében
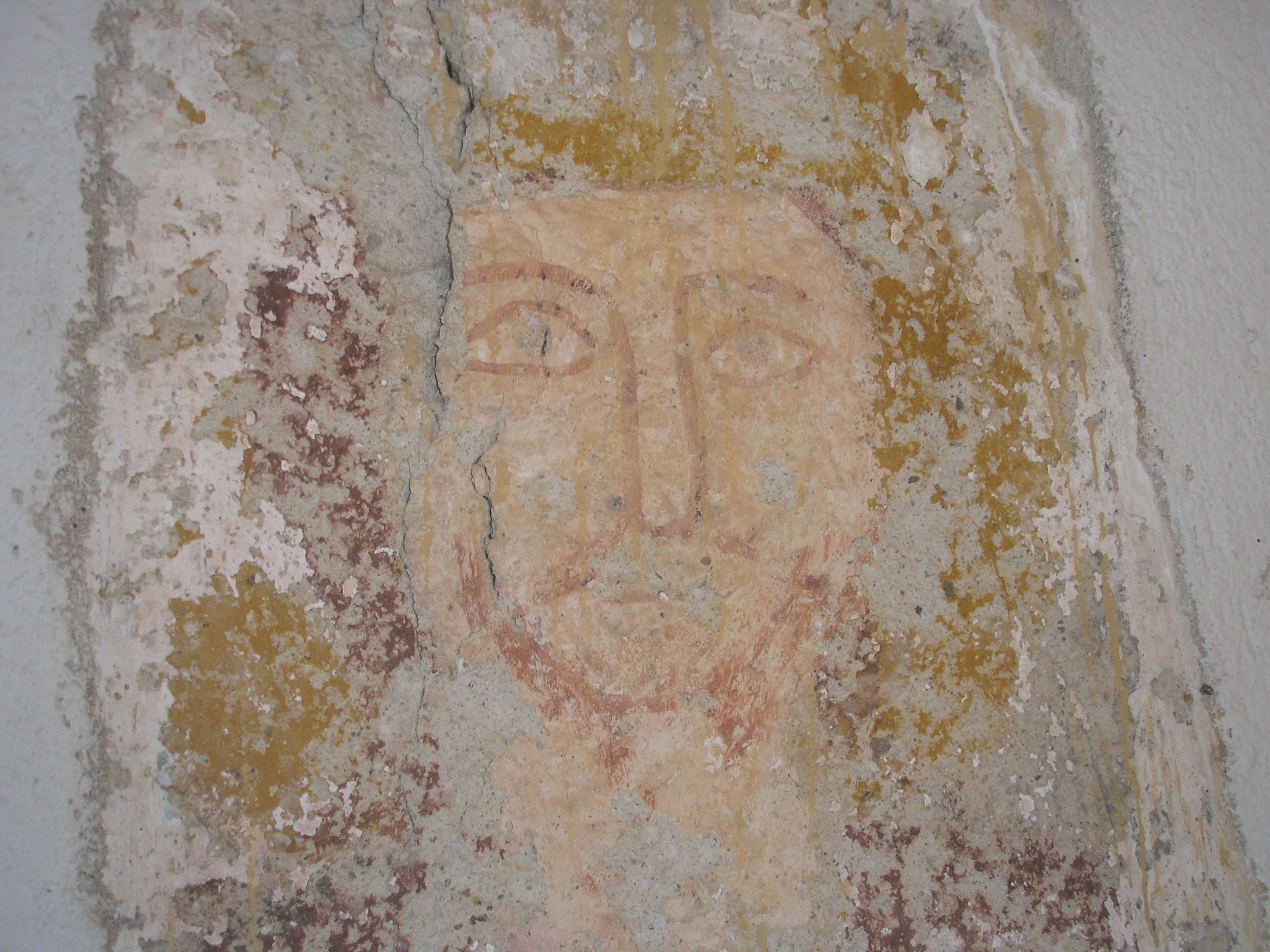
Közelről
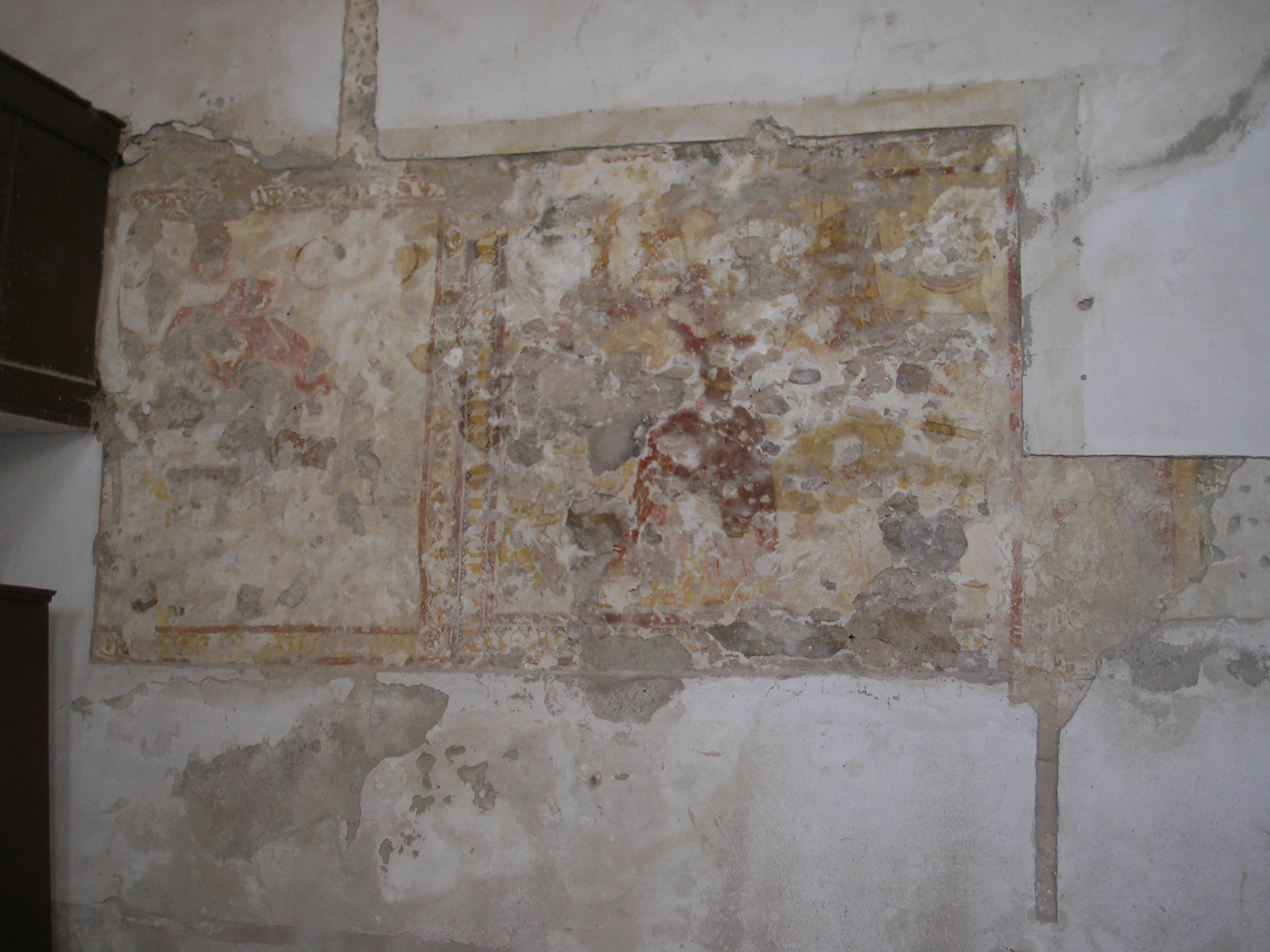
Az északi falat borító falfestmény (Szent Márton és Szent Mihály)
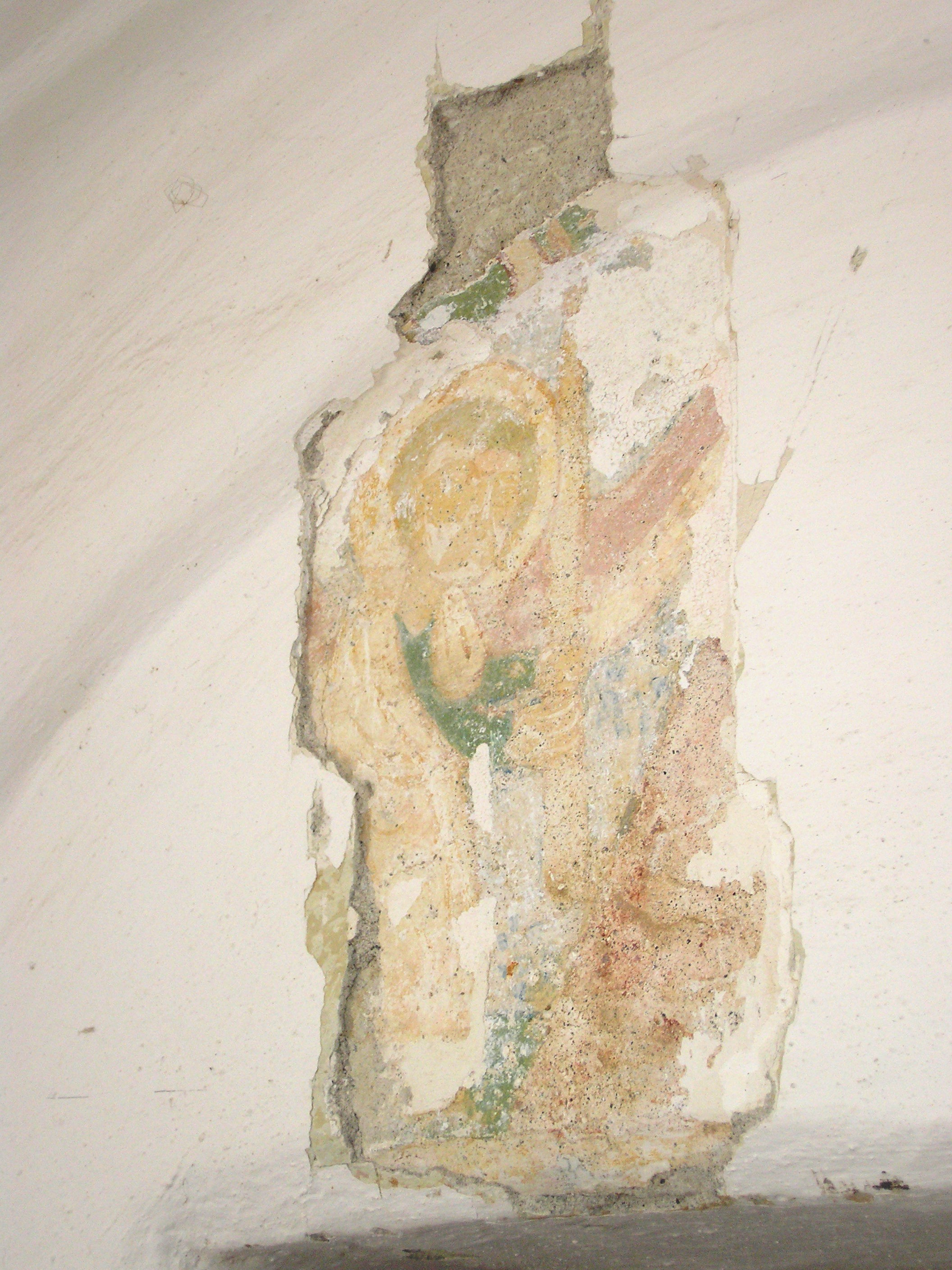
Falképtöredék a bejáratnál

## A templom kiegészítői
- Az eredeti harangokat 1633-ban és 1667-ben öntötték, azonban az első világháború után csak az egyik maradt meg, ennek pótlására 1927-ben az Amerikában élő újváriak támogatásával készítettek újat.
- Kelyhe aranyozott ezüst, melyet gótikus stílusban készített Váradi János, kassai ötvösművész, 1580-ban
- Ónkannái 1707-ből és 1727-ből, óntányérja pedig 1721-ből származik
- Az eredeti anyakönyvek (Abaújvár-Pányok-Alsó-Kéked) a Sárospataki Református Kollégium Levéltárában találhatóak, s mikrofilmen is elérhetőek a Magyar Országos Levéltárban. A Borsod-Abaúj-Zemplén Megyei Levéltár Alsózsolcai Fiók-levéltárában is kutathatók az anyakönyvek másodpéldányai, 1827–1895. Itt találhatóak az állami anyakönyvek másodpéldányai is.

## Abaújvár lelkészei
- 1597 Siderius János[7]
- 1601 körül a lelkész Sárosi Gáspár
- 1630 Kálnai D. János[7]

| Sorszám | Név                          | Abaújvári lelkész volt | Megjegyzés |
| ------- | ---------------------------- | ---------------------- | --- |
| 1.      | Pataki István                | 1711–1713              | Mérára távozott. |
| 2.      | Száldoboky József            | 1714–1715              | Vizsolyba távozott. |
| 3.      | Göböl András                 | 1716–1722              | Szerencsre távozott, és ott halt meg 1723-ban. |
| 4.      | Nógrády Baksay Mátyás        | 1727–1737              | Zilahi Sámuel mádi lelkész volt (1723–1732), előtte Abaújváron volt lelkész. |
| 5.      | Jenei B. Sámuel              | 1737–1741              | |
| 6.      | Nádaskay András              | 1743–1747              | Az anyakönyvekben feltüntetik, hogy 1743-ig a lelkész Szentpéteri András. Nádaskay 1747-ben Fonyba távozott. |
| 7.      | Szentmiklósi János           | 1747–1750              | „A garbóczi és magyarbogdányi ekklézsiából” érkezett, Eszkárosba távozott. |
| 8.      | Kiss György                  | 1750–1779              | Az abaújnádasdi és zsadányi eklézsiából érkezett érkezett, Golopra távozott. |
| 9.      | Csúti (Csáti) Kovács Mihály  | 1779–1801              | |
| 10.     | Gáspár Pál                   | 1801–1810              | 1810. szeptember 3-án halt meg Abaújváron, 58 éves korában, „rothasztó hideglelésben”. |
| 11.     | Sárkány Pál                  | 1810–1824              | Sárospatakon tanult, ahonnan külföldre ment és 1775. július 11-én a franekeri egyetem hallgatója lett. Innen 1777 tavasza után tért haza, 1778-tól Tolcsván, 1797-től Kovácsvágáson, 1801-től Szepsiben, 1804-től Alsóvadászon, végül 1811-től Abaújváron lelkészkedett. 1791-ben a zempléni egyházmegye jegyzőjeként tagja volt a budai zsinatnak. 1801 áprilisában esperesévé választotta az abaúji egyházmegye Műve: De firmo Dei fundamento ejusque sigillo. (Franeker, 1777.) Abaújváron hunyt el 1824. január 28-án, 79 éves korában. |
| 12.     | Balogh Ábrahám               | 1824–1844              | (Fertősalmás, 1770 – Abaújszántó, 1850) Szesztáról érkezett. |
| 13.     | Halmy István                 | 1844–1859              | Nagyidáról érkezett 1845 áprilisában, Abaújváron hunyt el 1857. december 24-én, 64 évesen. Lelkészségének vége a hivatalos álláspont szerint 1859, csak ekkor kapott végleges lelkészt a falu. |
| 14.     | id. Kiss Lajos               | 1859–1902              | (Léh, 1813 – 1902. augusztus 25.) |
| 15.     | Biró János                   | 1903–1924              | (Dunaszentgyörgy, 1861. június 12. – Abaújvár, 1924. november 24.), sírja a templomkertben található. |
| 16.     | Farkas Elek                  | 1924–1925              | |
| 17.     | Matusz János                 | 1926–1956              | Füzérkomlós, 1894. május 28. – 1959. március 29.) Sárospatakon tanult, lelkészi oklevelét 1919-ben nyerte. 1926-tól működött Abaújváron. A Hangya elnöke, a Hitelszövetkezet alelnöke, az egységes párt elnöke volt. |
| 18.     | Kovács János                 | 1956–1993              | (Kánó, 1929. február 2. – Miskolc, 2000. október 6.) |
| 19.     | Csapó Imre                   | 1993–1996              | |
| 20.     | Csomós József                | 1996                   | |
| 21.     | Márkus László                | 1997                   | |
| 22.     | Molnár Sándor                | 1997–2000              | |
| 23.     | Tóth István és Tóth Viktória | 2000 – jelenleg is     | |